# Morko y Mali
Morko y Mali (no Brasil, Morko e Mali) é uma série de televisão infantil argentino que foi produzida pelo Metrovision Producciones S.A. e foi exibido pelo Disney Junior, desde o dia 16 de julho de 2016.

## Argumento
Trata-se sobre um menino e uma jovem, Morko e mali de 9 e 14 anos. São irmãos que vivem na selva, aí conhecem a muitos amigos: Os músicos da selva conhecidos como "Os 4": Únana, Dósdo, e os irmãos Trecia e Cuatricio. Ademais, conhecem aos macacos Tito, Toto e Tuti, o sapo Sopa, o camaleón Kamo, o preguiçoso Guga, o hormiguero Tulú, os delfines Nikki e Gala, o tucán Soma e os Luminosos liderados por Silas. Na cada capítulo têm que procurar coisas e com a ajuda de seus amigos, no fim da cada capítulo o fazem. Eles têm uma ocarina para se comunicar quando estão longe.

## Episódios
1° Temporada (2016-2017)
1. Episódio: A Carreira Das Caracolas (Parte 1)
2. Episódio: A Carreira Das Caracolas (Parte 2)
3. Episódio: Um Desfile Luminoso
4. Episódio: Um Colar de Plumas
5. Episódio: O Grande Plano
6. Episódio: No Dia dos Amigos da Selva
7. Episódio: O Segredo dos Instrumentos Perdidos
8. Episódio: Quem quer ser Invisível?
9. Episódio: Os Três Monosqueteros
10. Episódio: Achís, Disse Guga
11. Episódio: Uma Serenata para Gala
12. Episódio: A Guga colgante
13. Episódio: O Dance dos Plátanos
14. Episódio: Um Atrapasueños para Unana
15. Episódio: Como Desbaratar um Trabalenguas?
16. Episódio: Niki e Gala têm visitas
17. Episódio: Um Retrato para Morko
18. Episódio: Uma Sopa para Sopa
19. Episódio: O Fantasma
20. Episódio: Atrapado das Alturas
21. Episódio: O Tresimbao de Tresia
22. Episódio: O Jardim de Bailarino
23. Episódio: O Desfile dos Selvidisfraces
24. Episódio: Queremos Saber?
25. Episódio: Os Cartazes Perdidos
26. Episódio: O Ritmo da Selva

2° Temporada (2017-2018)
1. Episódio: O Morko Equivocado
2. Episódio: O Coco mais rico da Selva
3. Episódio: Malinieves e os três monanos
4. Episódio: A Concorrência de trompos
5. Episódio: Perfume a pé
6. Episódio: Os Sapatos bailarinos
7. Episódio: Um chá relajante faz favor
8. Episódio: Marcianos na selva
9. Episódio: Um dia de pícnic
10. Episódio: Operativo burbojoso
11. Episódio: A balsa rompida
12. Episódio: O monomóvil de Tito
13. Episódio: Com os cabelos de ponta
14. Episódio: Pára quem é o presente?
15. Episódio: Uma Surpresa para Santa
16. Episódio: Em procura da priprioca
17. Episódio: O mais forte da Selva
18. Episódio: Encerrados na gruta
19. Episódio: Missão Resgate
20. Episódio: Não sou eu
21. Episódio: Passarão Passarão
22. Episódio: O Tótem se atascó
23. Episódio: Quisesse ser como tu
24. Episódio: Um tesouro para Tulú
25. Episódio: Resfriar-se é um mau plano
26. Episódio: A Fruta caso contrário

## Elenco

### Pessoas
| Actor               | Personagem | Temporada | Temporada |
| Actor               | Personagem | 1         | 2         |
| ------------------- | ---------- | --------- | --------- |
| Tomás Ottaviano     | Morko      | Principal | Principal |
| Agustina Vera       | Mali       | principal | principal |
| Daiana Farias       | Únana      | Principal | Principal |
| Daniel Moschini     | Dósdo      | Principal | Principal |
| Florencia Diacono   | Trecia     | Principal | Principal |
| Leandro Casas Silva | Cuatricio  | Principal | Principal |

### Fantoches
| Actor de voz        | Personagem | Temporada | Temporada |
| Actor de voz        | Personagem | 1         | 2         |
| ------------------- | ---------- | --------- | --------- |
| Gerardo Velázquez   | Tito       | Principal | Principal |
| Raymundo Armijo     | Toto       | Principal | Principal |
| Octavio Vermelhas   | Tuti       | Principal | Principal |
| Gerardo Becker      | Tulú       | Principal | Principal |
| Erika Ugalde        | Gala       | Principal | Principal |
| Sonia Casillas      | Niki       | Principal | Principal |
| Alma Delia          | Guga       | Principal | Principal |
| Sergio Zaldívar     | Sopa       | Principal | Principal |
| Eduardo Partida     | Kamo       | Principal | Principal |
| Ulisses Maynardo    | Silas      | Principal | Principal |
| Gerardo Becker      | Luminosos  | Principal | Principal |
| Gerardo Velázquez   | Luminosos  | Principal | Principal |
| Raymundo Armijo     | Luminosos  | Principal | Principal |
| Moisés Palácios     | Cuac       | Convidado |           |
| Luis Daniel Ramírez | Duvet      | Convidado |           |

## Canções
Aventuras en la selva é uma trilha sonora da série Morko e Mali, lançado em 21 de outubro de 2016 pela Walt Disney Records em CD e streaming.
| N.º | Título                            | Duração |  |
| 1.  | "La aventura es un Placer"        | 2:30    |  |
| 2.  | "Trabajando todos juntos"         | 2:14    |  |
| 3.  | "Vengan a la Selva"               | 2:23    |  |
| 4.  | "Canción de Guga"                 | 2:18    |  |
| 5.  | "La canción de Tulú ofendido"     | 2:09    |  |
| 6.  | "Niki y Gala, las delfines"       | 2:20    |  |
| 7.  | "Si sigo comiendo de más"         | 2:23    |  |
| 8.  | "Lumi, luminosos"                 | 2:10    |  |
| 9.  | "Amigos pequeños, amigos grandes" | 2:29    |  |
| 10. | "Soy el sapo Sopa"                | 2:30    |  |
| 11. | "El río rápido"                   | 1:53    |  |
| 12. | "Qué bueno que somos hermanos"    | 3:04    |  |